# Ratchet & Clank: Alla ricerca del tesoro
Ratchet & Clank: Alla ricerca del tesoro (Ratchet & Clank Future: Quest for Booty) è un videogioco della serie Ratchet & Clank per PS3 presentato all'E3 2008.
Il gioco è stato messo in commercio sul PlayStation Network il 21 agosto 2008; in Europa è uscito anche in disco Blu-ray Disc il 12 settembre 2008.
Ratchet nel gioco ha nuove abilità, quali "sganciare" e raccogliere oggetti con la chiave ed utilizzare una catena cinetica per interagire con oggetti lontani.
Il gameplay, simile al gioco precedente, è più incentrato sull'esplorazione e sulle piattaforme. Il videogioco è interamente ambientato sul pianeta Merdegraw.
Alla fine del gioco appare una scritta: "L'avventura continua a fine 2009". Il successivo episodio della saga è Ratchet & Clank: A spasso nel tempo che è stato messo in vendita a partire dal 4 novembre 2009.

## Trama
La storia riprende dalla fine di Ratchet & Clank: Armi di distruzione in cui Ratchet, per trovare il suo migliore amico Clank (catturato dagli Zoni nello stesso videogioco precedente) ha usato il supercomputer Iris per trovare un collegamento con gli Zoni, scoprendo che questi ultimi avevano avuto dei contatti con il pirata Angstrom Darkwater. Ratchet, insieme a Talwyn Apogee, si reca sul pianeta Merdegraw per trovare il capitano, e si imbattono nella flotta del pirata Sprocket. Qui incontrano il loro vecchio amico pirata Rusty Pete, che conserva ancora la testa di Romulus Slag. Vengono però scoperti da Sprocket e dalla sua ciurma, dai quali scoprono che Darkwater è morto.
Rusty Pete, camuffato da Slag, li fa spedire sull'isola di Hoolefar. Svegliatosi su una spiaggia e ricongiuntosi con la dolce Talwyn, vengono accolti dal sindaco Barnabus Worley. L'isola sta avendo dei problemi in quanto il ripetitore è stato sabotato e le turbine per produrre l'energia necessaria ad attivarlo sono state disattivate. Ratchet si occupa di ripristinare le turbine. Il sindaco Worley, per ringraziare i due soccorritori, mostra loro l'Occhio di Ossidiana, il più potente telescopio lorentziano dell'universo, potenziato con una Stella Fulcro, attualmente mancante. Rusty Pete si offre di portarli alle Grotte del Domani, luogo dove la nave di Darkwater è stata nascosta da Slag e dove si trova la mappa che conduce al luogo dove si trova la Stella Fulcro.
Arrivati alle Grotte del Domani, Talwyn rimane separata da Ratchet e Pete da una porta malfunzionante, così il Lombax e il pirata proseguono da soli, facendosi guidare da Slag. Raggiunta la nave di Darkwater, Ratchet trova la mappa nella testa del defunto capitano, quando Rusty Pete conficca la testa di Slag nel corpo di Darkwater, rivelando che il suo unico obiettivo era quello di far avere al suo capitano un nuovo corpo, restituendo però a Ratchet, in segno della loro vecchia amicizia, due armi. Tuttavia, si presenta un effetto collaterale: essendo lo spirito di Darkwater imprigionato nel suo corpo ora, di volta in volta, prende il posto di Slag; i due eterni nemici, a questo punto, si vedono costretti a collaborare e si pongono come obiettivo la conquista dell'isola di Hoolefar. 
Ratchet si ricongiunge con Talwyn e insieme si dirigono verso l'isola. Arrivati, Ratchet e Talwyn difendono Hoolefar dai pirati. Costretto Slag/Darkwater in ritirata, i due fanno leggere la mappa al Contrabbandiere, che si offre di portarli al Covo di Darkwater, luogo in cui è custodita la Stella Fulcro. Arrivati al covo del pirata e superate diverse sfide, Ratchet si scontra con Sprocket, sconfiggendolo. Ratchet, insieme a Talwyn, affronta Slag e Darkwater sulla loro nave, sconfiggendoli e ottenendo la Stella Fulcro. Ritornati a Hoolefar, grazie alla Stella Fulcro, Ratchet scopre che gli Zoni hanno rapito Clank per conto del loro vecchio nemico di sempre, il Dr. Nefarious. Ratchet, quindi, si imbarca in una nuova avventura per salvare il suo amico.
La scena finale mostra Rusty Pete che è riuscito a salvare Slag e che, per il momento, lo utilizza come polena su una cassa.

## Doppiaggio
| Personaggio              | Doppiatore originale | Doppiatore italiano |
| ------------------------ | -------------------- | ------------------- |
| Ratchet                  | James Arnold Taylor  | Giuseppe Calvetti   |
| Talwyn Apogee            | Tara Strong          | Cinzia Massironi    |
| Angstrom Darkwater       | Dave B. Mitchell     | Riccardo Peroni     |
| Romulus Slag             | Robin Atkin Downes   | Oliviero Corbetta   |
| Barnabus Worley          |                      | Riccardo Peroni     |
| Rusty Pete               | Wally Wingert        | Davide Garbolino    |
| Sprocket                 |                      | Diego Sabre         |
| Operatore delle turbine  |                      | Tony Fuochi         |
| Operatore del ripetitore |                      | Dario Oppido        |
| Clank                    | David Kaye           | Aldo Stella         |
| Dr. Nefarious            | Armin Shimerman      | Riccardo Rovatti    |

## Accoglienza
Jeremy Dunham di IGN sostenne che il gioco era stato sviluppato come una rapida esperienza di quattro ore, ma la formula non si adattava al materiale originale. Sebbene le sue sequenze platform fossero divertenti e di alto valore di produzione, sembrava che mancasse ancora qualcosa. Il recensore concluse affermando che Alla ricerca del tesoro offriva un'esperienza di gioco decente a un prezzo competitivo oltre a una svolta molto interessante sul misterioso rapimento di Clank da parte di Zoni ma allo stesso tempo era un po' troppo superficiale.
Nonostante alcune recensioni positive Alla ricerca del tesoro si è rivelato essere il capitolo meno apprezzato della saga.